# 蜘蛛巣城
『蜘蛛巣城』（くものすじょう）は、1957年に公開された日本映画である。監督は黒澤明、主演は三船敏郎と山田五十鈴。モノクロ、スタンダードサイズ、110分。
シェイクスピアの戯曲『マクベス』を日本の戦国時代に置き換えた作品で、原作の世界観に能の様式美を取り入れた。ラストに三船の演じる主人公が無数の矢を浴びるシーンで知られるが、このシーンは実際に三船やその周囲めがけて本物の矢を射って撮影した。海外ではシェイクスピアの映画化作品で優れた作品の1つとして評価されている。

## あらすじ
北の館（）の主・藤巻の謀反を鎮圧した武将、鷲津武時と三木義明は、喜ぶ主君・都築国春に召し呼ばれ、蜘蛛巣城へ馬を走らせていたが、雷鳴の中、慣れているはずの「蜘蛛手の森」で道に迷い、奇妙な老婆と出会う。老婆は、武時はやがて北の館の主、そして蜘蛛巣城の城主になることを、義明は一の砦の大将となり、やがて子が蜘蛛巣城の城主になることを告げる。ふたりは一笑に付すが、主君が与えた褒賞は、武時を北の館の主に、義明を一の砦の大将に任ずるものであった。
武時から一部始終を聞いた妻・浅茅は、老婆の予言を国春が知れば、こちらが危ないと、謀反をそそのかし、武時の心は揺れ動く。折りしも、国春が、藤巻の謀反の黒幕、隣国の乾を討つために北の館へやって来る。その夜、浅茅は見張りの兵士たちを痺れ薬入りの酒で眠らせ、武時は、眠っている国春を殺す。主君殺しの濡れ衣をかけられた臣下・小田倉則安は国春の嫡男・国丸を擁し、蜘蛛巣城に至るが、蜘蛛巣城の留守をあずかっていた義明は開門せず、弓矢で攻撃してきたため、2人は逃亡する。
義明の強い推挙もあって、蜘蛛巣城の城主となった武時だったが、子がないために義明の嫡男・義照を養子に迎えようとする。だが浅茅はこれを拒み、加えて懐妊を告げたため、武時の心は又しても変わる。義明親子が姿を見せないまま養子縁組の宴が始まるが、その中で武時は、死装束に身を包んだ義明の幻を見て、抜刀して錯乱する。浅茅が客を引き上げさせると、ひとりの武者が、義明は殺害したものの、義照は取り逃がしたと報告する。
嵐の夜、浅茅は死産し、国丸、則安、義照を擁した乾の軍勢が攻め込んできたという報が入る。無策の家臣たちに苛立った武時は、轟く雷鳴を聞いて森の老婆のことを思い出し、一人蜘蛛手の森へ馬を走らせる。現れた老婆は「蜘蛛手の森が城に寄せて来ぬ限り、貴方様は戦に敗れることはない」と予言する。蜘蛛巣城を包囲され動揺する将兵に、武時は老婆の予言を語って聞かせ、士気を高めるが、野鳥の群れが城に飛び込むなど不穏な夜が明けた翌日、浅茅は発狂し、手を「血が取れぬ」と洗い続ける。そして寄せてくる蜘蛛手の森に恐慌をきたす兵士たち。持ち場に戻れと怒鳴る武時めがけて、味方達の中から無数の矢が放たれる。

## キャスト
- 鷲津武時：三船敏郎
- 浅茅：山田五十鈴
- 小田倉則安：志村喬
- 三木義照：久保明
- 都築国丸：太刀川洋一
- 三木義明：千秋実
- 都築国春：佐々木孝丸
- 鷲津の郎党A：清水元
- 武将A：高堂国典
- 鷲津の親兵A：上田吉二郎
- 老女：三好栄子
- 物の怪の妖婆：浪花千栄子
- 武将B：富田仲次郎
- 鷲津の郎党B：藤木悠
- 鷲津の親兵B：堺左千夫
- 鷲津の郎党C：大友伸

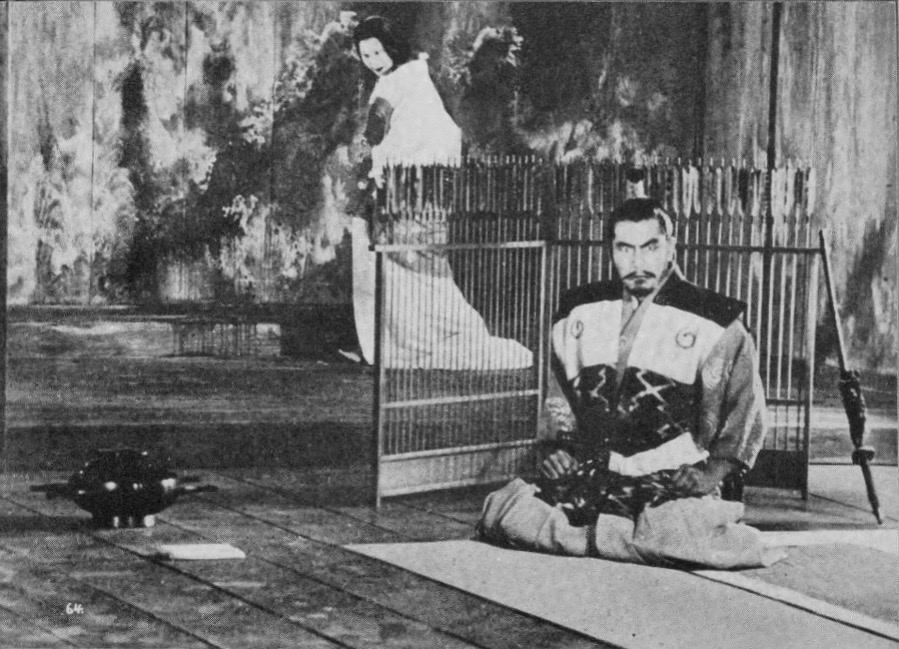
山田五十鈴、三船敏郎

- 鷲津の郎党D、伝令、騎馬の伝令：土屋嘉男（3役）
- 武将C：稲葉義男
- 三木の郎党A：笈川武夫
- 鷲津の親兵C：谷晃
- 鷲津の親兵D：沢村いき雄
- 鷲津の郎党E：佐田豊
- 三木の郎党B：恩田清二郎
- 武将D：高木新平
- 武将E：増田正雄
- 鷲津の郎党F：浅野光雄（東映）
- 都築の使武者A：井上昭文
- 都築の使武者B：小池朝雄
- 都築警護の武士A：加藤武
- 都築警護の武士B：高木均
- 都築警護の武士C：樋口廸也
- 鷲津の親兵E：大村千吉
- 都築の使武者C：櫻井巨郎
- 武将F：土屋詩朗
- 武将G：松下猛夫
- 武将H：大友純
- 都築の使武者D：坪野鎌之
- 先ぶれの武者：大橋史典
- 幻の武者A：木村功（特別出演）
- 幻の武者B：宮口精二（特別出演）
- 幻の武者C：中村伸郎（特別出演）

## スタッフ
- 監督：黒澤明
- 製作：黒澤明、本木荘二郎
- 脚本：小国英雄、橋本忍、菊島隆三、黒澤明
- 原作：ウィリアム・シェイクスピア（『マクベス』より）[注釈 1]
- 撮影：中井朝一
- 美術：村木与四郎
- 録音：矢野口文雄
- 照明：岸田九一郎
- 美術監修：江崎孝坪
- 音楽：佐藤勝
- 監督助手：野長瀬三摩地
- 特殊技術：東宝特殊技術部[注釈 2]
- 製作担当者：根津博
- 流鏑馬指導：金子家教（大日本弓馬会範士）、遠藤茂（大日本弓馬会教士）

## 製作

### 企画
黒澤明は1950年の『羅生門』公開直後に、シェイクスピアの『マクベス』を翻案した作品を構想していたが、この頃にオーソン・ウェルズが『マクベス』を映画化していたため延期した。さらにそれ以前の1949年、木下惠介に阪東妻三郎主演の企画を考えて欲しいと頼まれたときに、黒澤は『マクベス』を戦国時代に置き換えたものを提案していた。その時黒澤は、「ぼくが『マクベス』をやってみようと思ったのは、ドラマをやるならせめて一ぺんはシェイクスピアをと思ってね。ああいうものをやってみなくては勉強にならないし、あんなドラマは日本にはないでしょう」と語っている。
1956年初頭、東宝と3本の製作契約を残していた黒澤は、それらを監督ではなくプロデューサーとして手がけ、別の監督に撮らせることで契約本数を消化しようとした。その第1作として本作を企画し、小國英雄、菊島隆三、橋本忍とともに脚本を執筆した。しかし、脚本が完成すると予想以上にスケールの大きな企画となり、東宝の経営陣も製作費がかかるため、黒澤自身が監督することを要求した。黒澤も新たな企画を立てるよりも自分で監督することを選び、プロデューサーにも名を連ねた。結局、残る2本の企画も黒澤監督で1958年に『隠し砦の三悪人』、1961年に『用心棒』として映画化することになった。

### 撮影

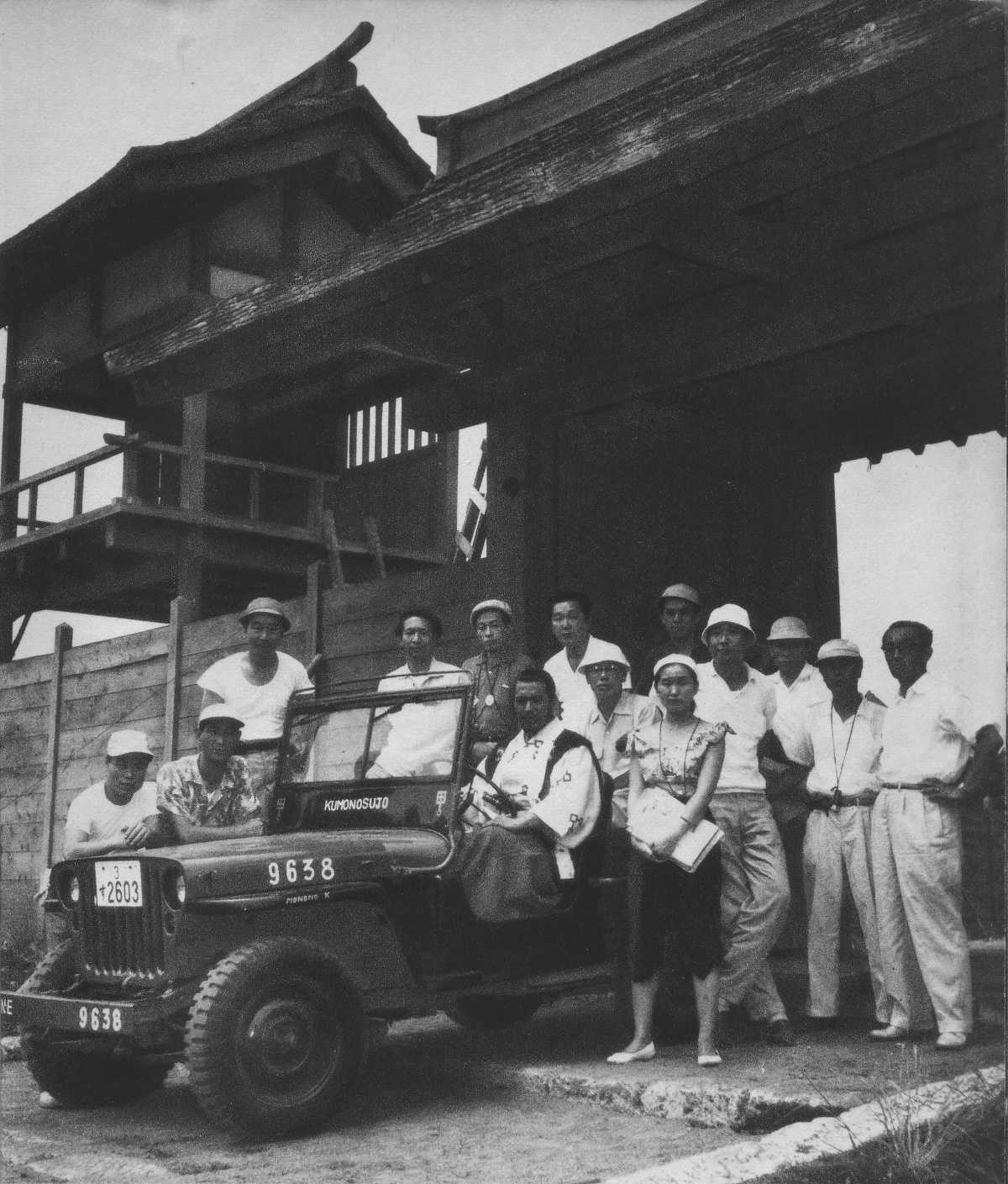
蜘蛛巣城のオープンセットに集まった黒澤組の面々（1956年撮影）

撮影は1956年6月29日に開始した。蜘蛛巣城のオープンセットは、富士山の2合目・太郎坊の火山灰地に建設された。足場の悪い火山灰地での建設のため、近くに駐屯していた進駐軍にも手伝ってもらい、ブルドーザーで火山灰を掘って土台を建てた。このセットは、晴れた日には麓の御殿場市の街から見えたほどの巨大なものになったという。門の内側は砧の東宝撮影所近くの農場にオープンセットを組み、室内も東京のスタジオで撮影した。俳優の土屋嘉男や千秋実らは撮影期間中、太郎坊のロケ現場と麓の旅館を、三船敏郎の自家用車のジープに乗せてもらって往復していた。全員、扮装も衣装も劇中の武者姿のままだったという。
浅芽発狂の場面は、ステージの中での撮影だが、わざわざ日中を避けて深夜に撮影した。浅芽を演じた山田五十鈴は、凄まじい形相で手を洗う仕草をくり返す演技を自分で組み立て、自宅で水道の水を流して自己リハーサルをくり返したという。山田のこの演技は、黒澤をして「このカットほど満足したカットはない」と言わせしめた。
劇中で伝令の男が城門を叩く場面では、当初土屋嘉男が推薦した俳優が演じていたが、「演技が嘘っぽい」として黒澤が気に入らず、数日を費やしたため、黒澤直々の頼みで土屋が吹き替えをすることとなった。また、鷲津武時に騎馬の伝令が敵情を緊急報告する場面で、ベテランの馬術スタッフが急に「役が重すぎる」と怖気づいてしまった。このため、乗馬の心得のある土屋は再び黒澤から直々の頼みを受け、この伝令の役を演じている。土屋は3回目のテイクが会心の出来だったが、黒澤は馬の動きに注文を出し、何度もテイクを重ねた。たまりかねた土屋はわざと黒澤めがけて馬を走らせて、逃げる黒澤を追いかけ回し、3度目のテイクにOKをとらせた。あとで黒澤は土屋に「さっき俺を殺そうとしただろう、あの眼には殺気があった」と言ったという。
三船演じる鷲津武時が次々と矢を射かけられるラストシーンでは、実際に三船やその周囲めがけて本物の矢を射っている。三船に刺さる矢は『七人の侍』で開発したテグス方式を使用し、テグスを通した矢を板の仕込んだ着点に刺さるようにした。三船の周囲に刺さる矢は、大学の弓道部員が三船から数メートル離れた板塀めがけて射っており、それを望遠レンズで横から撮ることで、矢が離れていても近くに刺さっているように見えた。三船は後年になって、矢が飛んできたときの気持ちを「この時は怖かった。『後でぶっ殺すぞ』と思ったよ。震えながら逃げ回ったけどね」と語っている。

## スタイル
本作では作品の構成や人物の表情や動き、撮影技法などに能の様式美を取り入れている。登場人物の表情は能面を参考にしており、三船演じる鷲津武時は「平太(へいだ)」、山田演じる浅芽は「曲見(しゃくみ)」を元にしている。鷲津は謀反のシーン、浅芽は発狂のシーンでそれぞれの面の表情をしている。また、浪花千栄子演じる物の怪の老婆は『黒塚』の糸車を回す老婆をモデルにしている。
物語の構成は、シテの亡霊が現れ、過去の罪業を語って去っていくという夢幻能の形式を借用して、蜘蛛巣城址から往時の城が現れ、武時が自滅して舞台から去っていく一部始終を物語るという構成にした。冒頭では地謡のような男性コーラスを流している。撮影も能の形式を生かすためロングのフルショットを多用し、全身の動作で感情を表現した。
能の評論家である戸井田道三は、「映画『蜘蛛巣城』が能をとりいれているのは、われわれにはたいへん見やすいことだ。マクベス夫人にあたる山田五十鈴が、すり足で歩いたり片ひざ立てて坐ったりするところがそうだし、マクベスにあたる三船敏郎が主殺しを決行するため別室にさり、山田五十鈴がひとり不安と期待とに部屋を行ったりきたりするときの伴奏は能の囃子だ。殺された武将たちの扮装は、みんな二番目修羅能の後シテと同様に法被・半切をつけている」と指摘している。
黒澤は鎧兜を付けた映画「ヨロイ物」の衣装の改革も試みた。これまでヨロイ物は、甲冑が重くて俳優の身動きが緩慢になるうえに、兜で顔が隠れて登場人物の見分けがつきにくいという欠点があり、ヨロイ物は当たらないというジンクスがあった。黒澤はそのジンクスに挑戦するため、『七人の侍』で時代考証を担当した江崎孝坪に美術監修を依頼した。甲冑は黒澤がアイデアを述べ、江崎がデザインを描き、それを元に甲冑師の明珍宗恭が制作した。黒澤は史実から逸脱しない程度に鎧兜を改良し、従来の時代劇よりもスマートなものにすることで、素早いアクションを可能にさせた。
首に矢が刺さる音は、ナツミカンに果物ナイフを刺した音を用いている。

## 公開
1957年1月15日、本作は日本国内で劇場公開された。配給収入は1億9800万円で、1956年4月から1957年3月までの1年間の配給収入ランキングで2位となる興行成績を収めた。
同年10月16日、第1回ロンドン映画祭のオープニング作品として上映され、黒澤もこれに出席した。その直後にディリス・パウエル家で行われたパーティーで、黒澤はローレンス・オリヴィエとヴィヴィアン・リーの夫妻と会食し、オリヴィエは本作でマクベス夫人を妊娠させ、その上死産で発狂させたことや、最後にマクベスが矢で殺されるところなどを評価した。ヴィヴィアンも山田五十鈴の演技に興味を持ち、動きの少ない演技や発狂するときのメーキャップについて熱心に質問した。

## 評価

### 批評家の反応
本作は批評家から高く評価され、第31回キネマ旬報ベスト・テンで4位にランクした。アメリカの映画批評家レオナルド・モルティンは本作に最高評価の4つ星を与えた。海外のシェイクスピア研究家からも高く評価されており、アメリカの文学批評家ハロルド・ブルームは「マクベスの最も成功した映画版」と評し、イギリスの映画研究家ロジャー・マンベルは「私自身を含めた多くの映画関係者たちが、シェイクスピアの映画化作品中、最も優れた映画の一つで、その精神においても最も正確な作品だと考えている」と評した。
映画批評集積サイトのRotten Tomatoesには43件のレビューがあり、批評家支持率は95%で、平均点は8.76/10という高評価を獲得している。サイト側による批評家の見解の要約は「黒澤明のキャリアの最高点、そしてシェイクスピア劇の最高の映画化の一つ」となっている。

### 受賞とノミネートの一覧
| 賞                     | 部門                   | 対象       | 結果       | 出典   |
| ---------------------- | ---------------------- | ---------- | ---------- | ------ |
| ヴェネツィア国際映画祭 | 金獅子賞               | 黒澤明     | ノミネート | [ 33 ] |
| リスボン映画祭         | 特別賞                 |            | 受賞       | [ 34 ] |
| キネマ旬報ベスト・テン | 日本映画ベスト・テン   |            | 4位        | [ 28 ] |
| キネマ旬報ベスト・テン | 女優賞                 | 山田五十鈴 | 受賞       | [ 28 ] |
| 毎日映画コンクール     | 男優主演賞             | 三船敏郎   | 受賞       | [ 35 ] |
| 毎日映画コンクール     | 美術賞                 | 村木与四郎 | 受賞       | [ 35 ] |
| ブルーリボン賞         | 邦画ベスト10           |            | 7位        | [ 36 ] |
| ブルーリボン賞         | 技術賞                 | 村木与四郎 | 受賞       | [ 36 ] |
| 日本映画技術賞         | 美術                   | 村木与四郎 | 受賞       | [ 37 ] |
| 芸術選奨               | 文部大臣賞（映画部門） | 山田五十鈴 | 受賞       | [ 38 ] |

### ランキング入り
1988年に文藝春秋が発表した「大アンケートによる日本映画ベスト150」では65位に選ばれた。キネマ旬報が発表した映画ランキングでは、1999年発表の「オールタイム・ベスト100 日本映画編」で82位、2009年発表の「オールタイム・ベスト映画遺産200 日本映画篇」で102位にランクした。

## その他
- 三船は本作の撮影終了後も、自宅で酒を飲んでいると矢を射かけられたラストシーンを思い出し、あまりにも危険な撮影をさせた黒澤にだんだんと腹が立ち、酒に酔った勢いで散弾銃を持って黒澤の自宅に押しかけ、自宅前で「こら〜!出て来い!」と叫んだという。石坂浩二の話によると、このエピソードは東宝で伝説として語り継がれている[41]。
- 原作の『マクベス』に登場するマクダフに該当する人物及び彼に関する予言は登場せず、最後も武時(=マクベス)は「マクダフとの一騎打ち」ではなく部下たちの反逆により命を落とす。
- 三船が運転するジープでロケ現場に向かった際、ブレーキが効かなくなり谷に落ちそうになったことがあった[13]。乗車していた土屋は、自身が飛び降りて前に回り、バンパーを掴んだことで難を逃れたと述べている[13]。